# Галлазор
Галлазо́р (тадж. Ғаллазор) — село у складі Хатлонської області Таджикистану. Входить до складу джамоату імені Мірзоалі Вайсова Восейського району.
Назва означає місце, де багато зерна. Колишня назва — Ішанкудук.
Населення — 712 осіб (2010; 705 в 2009).